# Menjar per a emportar
Menjar per a emportar és un terme que es refereix generalment al menjar servit en un restaurant per a ser consumit fora d'ell. El restaurant pot no oferir servei de taula.
El concepte va nàixer íntimament lligat al menjar ràpid, però empreses noves com Just Eat el van ampliar a tota mena de menjars, des de las cuina tradicional fins a la cuina postmoderna, passant per les cuines ètniques.

## Història

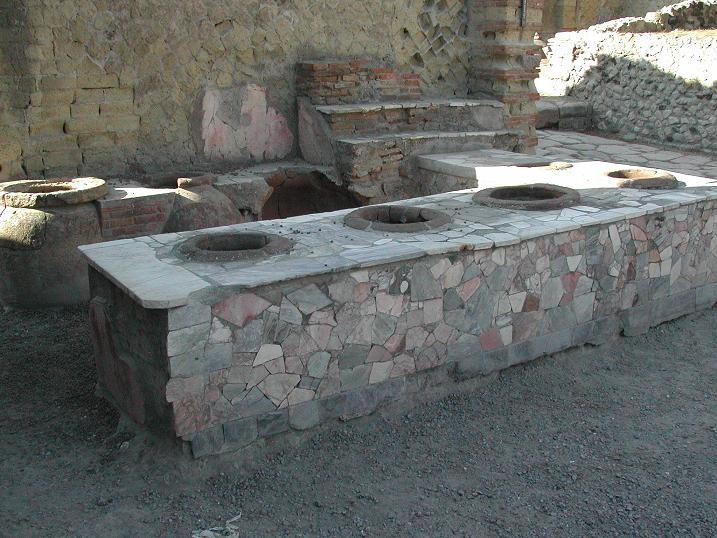
Thermopolium a Herculà

El concepte de menjars preparats per a ser menjats en qualsevol part es remunta a l'antiguitat. Els mercats i les parades a les carreteres que venien aliments eren habituals a l'antiga Grècia i a  Roma. A Pompeia els arqueòlegs han trobat diversos thermopolium, taulells de serveis que s'obrien al carrer i que proporcionaven menjar per a emportar. A les cases de Pompeia hi ha una generalitzada manca de menjadors i cuines formals; cosa que pot suggerir que menjar, o almenys cuinar, a la casa era inusual. S'han trobat més de 200 termopolis a les ruïnes de Pompeia.